# چناران‌شهر
چناران‌شهر شهری از توابع بخش مرکزی شهرستان بجنورد در استان خراسان شمالی است که در و در ۲۰ کیلومتری بجنورد واقع شده است.
این شهر که در اردیبهشت ماه ۱۳۹۳ از روستا به شهر تبدیل شده، دارای مناطقی بکر و سرسبز و چشمه‌ای زلال است که در مرکز این شهر قرار گرفته است. دلیل انتخاب اسم چناران برای این شهر، درخت چناری است که در مرکز این شهر و کنار چشمهٔ است. جمعیت چناران‌شهر در سال ۱۳۸۵ خورشیدی، بالغ بر ۳٬۶۵۸ نفر بوده و گویش محلی این شهر زبان ترکی خراسانی است.